# اشيل بيار ديونيسوس دو سيجور
اشيل بيار ديونيسوس دو سيجور (بالفرنسية: Achille Pierre Dionis du Séjour)‏ (و. 1734 – 1794 م) هو عالم فلك، وسياسي، ورياضياتي من فرنسا . ولد في باريس . وكان عضواً في الأكاديمية الفرنسية للعلوم، والجمعية الملكية .
توفي عن عمر يناهز 60 عاماً.

## مناصب
تولى منصب عضو الجمعية الوطنية الفرنسية .